# Jelena (televizijska serija)
Jelena (srp. Јелена) prva je srbijanska telenovela. Za bivšu televiziju BK radila ju je produkcija Power House Entertainment od 2004. do 2005. godine.
U Hrvatskoj serija je emitirana na Novoj TV od 25. srpnja 2005. Također je emitirana i u Bosni i Hercegovini i još petnaestak država.

## Radnja
Priča o Jeleni postavljena je u glavni grad Srbije, Beograd i slijedi život obične žene koja nije sretna u ljubavi. Udala se za Ratka i ima dvoje djece s njim - Sašu i Lidiju. Unatoč godinama koje su prolazile, Jelena nikad nije uspjela zaboraviti Vuka, ljubav njezina života iz mladosti. Odvojila se od Vuka pod tragičnim i tajanstvenim okolnostima. Naime, oni su odlučili pobjeći nakon proslave njezinog 18. rođendana. Ipak, netko je doznao za njihov plan, te ih sabotirao. Jelena je drogirana spavaćim sredstvima i zaključana u sobu. Tada netko puca u njezina oca Vladimira, visokog u patriji. Vuk čuje pucanj i pritrčava Vladimiru. Ljudi koji dolaze na mjesto ubojstva misle da je Vuk kriv. On bježi iz tadašnje Jugoslavije.
Nakon 30 godina u svojoj želji da sprovede pravdu, Vuk se vraća u Beograd i dovede kćer Helen s njim. Osniva tvrtku "Sigma". Njegov pokušaj razjašnjavanja onoga što se dogodilo i dokazivanja istine sabotira Jelenin muž koji sve više i više neprestano propada u poslovanju. Iako voli Jelenu, ima aferu sa Sofijom, vlasnicom agencije za modeliranje. Nitko ne očekuje da će slučajni susret između Saše i Helen postati koban kad odluče zajednički započeti život.

## Zanimljivosti
- Jelena je za vrijeme emitiranja imala konkurenciju. U razmaku od pola sata su počinjale Jelena na BK TV i prva hrvatska telenovela Villa Maria na TV Pink. Tisak je vrlo pažljivo pratio taj „dvoboj“.
- Srna Lango i Irfan Mensur su u telenoveli glumili ljubavnicu i oženjenog muškarca. U realnom životu su supružnici.
- Ćerka Aljoše Vučkovića (koji glumi Vuka), Leana Vučković, se pojavljuje u 20 epizoda kao Olga.
- U jednoj epizodi Vuk Despotović gostuje u emisiji „Suočavanje“ kod Bojane Lekić na BK TV, a u jednoj drugoj se ekipa emisije „Budilnik“ pojavljuje na slavlju Vuka Despotovića. Obje emisije su u to vrijeme zaista emitirane na BK TV.
- U jednoj epizodi gostuje voditelj Dejan Pantelić.
- Specijalna Novogodišnja epizoda emitirana je 31. prosinca 2004.
- Jelena je imala izuzetno visok proračun (oko 4 milijuna eura), i snimana je na ekskluzivnim lokacijama u Beogradu.
- Kako bi se što bolje promovirala, prva epizoda je 18. listopada 2004. emitirana na Trgu republike, putem video-bima.
- Jelena je još 2004. godine, tijekom snimanja prodana u 12 država.
- Na prostoru bivše Jugoslavije je bila jako uspješna (čak uspješnija nego u samoj Srbiji) i doživjela je brojne reprize.
- Za novinare je bila specijalna projekcija prve epizode u Tuckwood Cineplexu.
- Tijekom emitiranja grad je bio obljepljen reklamnim plakatima s natpisima: „Šta Ratko smera?", „Šta razdvaja Sašu i Helen?", „Koga sanja Jelena?"...
- Gostovanje venecuelanske zvijezde, hrvatskog podrijetla, Gabriele Španić je bilo u planu. Iz nepoznatih razloga do te suradnje nije došlo, i ako je glumica u intervjuima i emisijama potvrđivala da će imati gostujuću ulogu u Jeleni. Za novine „Blic“ je najavljivala gostovanje u 12 epizoda, koje su se trebale snimati u Miamiju.
- Na godišnjem summitu televizijske igrane forme u Budimpešti Jelena je nagrađena za najbolji scenarij, još ispred američke sapunice „Odvažni i lijepi“ (The Bold and the Beautiful).

## Glumačka postava
| Glumac/ica           | Lik                       |
| -------------------- | ------------------------- |
| Danica Maksimović    | Jelena Stefanović         |
| Aljoša Vučković      | Vuk Despotović            |
| Irfan Mensur         | Ratko Milijaš             |
| Bojana Ordinačev     | Helen Despotović          |
| Srđan Karanović      | Saša Milijaš              |
| Daniel Đokić         | Majkl Despotović          |
| Bojana Guteša        | Lidija Milijaš            |
| Ružica Sokić         | Mirjana Bajović           |
| Ivan Bekjarev        | Petar Savić               |
| Srna Lango           | Sofija Jovanović          |
| Vladan Dujović       | Miomir Đevenica           |
| Andrej Šepetkovski   | Gvozden Đevenica          |
| Iva Štrljić          | Tatjana Pantić            |
| Milica Babić         | Ana Stanišić Marina Lukić |
| Marko Baćović        | Siniša                    |
| Slobodan Ćustić      | Miša Andrić               |
| Đorđe Erčević        | Boban                     |
| Jelena Čvorović      | Nađa                      |
| Predrag Damnjanović  | Stevan Jovan              |
| Sanja Dimitrijević   | Marta                     |
| Aleksandar Srećković | Nemanja                   |
| Miodrag Krstović     | Vladimir Stefanović       |
| Miljana Kravić       | mlada Jelena Stefanović   |
| Zoran Pajić          | mladi Vuk Despotović      |

## Vanjske poveznice
- Jelena u internetskoj bazi filmova IMDb-a